# Youth (film, 2013)
Pour les articles homonymes, voir Youth.
Pour plus de détails, voir Fiche technique et Distribution.
Youth est un film israélien réalisé par Tom Shoval et sorti en 2013.

## Fiche technique
- Titre : Youth
- Réalisation : Tom Shoval
- Scénario : Tom Shoval
- Photographie : Yaron Scharf
- Son : Gil Toren
- Montage : Joel Alexis
- Société de production : Green Productions
- Pays de production :  Israël
- Durée : 107 minutes
- Dates de sortie : 
  - Allemagne : 2013 (présentation à la Berlinale)[1]
  - France : 5 mars 2014[2]

## Distribution
- Eitan Cunio
- David Cunio
- Moshe Ivgy
- Gita Amely
- Shirili Deshe

## Sélections
- Berlinale 2013[3]
- Festival Paris Cinéma 2013
- Festival international du film de Karlovy Vary 2013[4]